# Chove nos Campos de Cachoeira
Chove Nos Campos de Cachoeira é o primeiro romance do escritor paraense Dalcídio Jurandir e foi lançado em 1941 pela editora Vecchi. Estima-se que Dalcídio tenha concluído o livro em 1929. No entanto, pela falta de recursos financeiros, o livro só pôde ir ao público em 1941, quando ganhou o primeiro lugar no concurso de romances promovido pela revista Dom Casmurro (revista literária). A banca julgadora que deu o primeiro lugar para Chove Nos Campos de Cachoeira era composta, entre outros, por Jorge Amado e Oswald de Andrade.  O romance inaugura o Ciclo do Extremo Norte (composto por 10 romances) e apresenta vários personagens que estariam presentes nos próximos romances: D.Amélia, Major Alberto, Nhá Lucíola, Alfredo (protagonista deste e de vários outros romances do Ciclo) e etc. Como nos demais romances de Dalcídio, Chove Nos Campos de Cachoeira possui um co-protagonista: Eutanázio, irmão mais velho de Alfredo.

## Chove Nos Campos de Cachoeira e o Romance de 30
Chove Nos Campos de Cachoeira possui vários traços que podem ser associados à Geração de 30 como o uso de regionalismos, a ambientação em um local interiorano (a distante vila de Cachoeira) e a forte crítica social, mostrando a pobreza e o extremo subdesenvolvimento que assola as áreas do Brasil distantes dos grandes centros. No entanto, a narrativa de Choves Nos Campos de Cachoeira é mais densa do que as narrativas de vários romances da Geração de 30. Sirva de exemplo, a forte exploração psicológica dos personagens através de técnicas como o discurso indireto livre, onisciência seletiva e onisciência seletiva múltipla, opondo-se à crueza naturalista que predominou em vários romances daquela época.

## Sinopse
O romance é ambientado na vila de Cachoeira e gira em torno de dois protagonistas: o menino Alfredo e de seu irmão mais velho Eutanázio. Alfredo sonha em sair de Cachoeira e ter um futuro grandioso, porém enfrenta a falta de interesse do pai no futuro do filho e as dificuldades financeiras para que seus pais possam enviá-lo à capital Belém para estudar. Alfredo possui um caroço de tucumã com o qual brinca e sonha em mudar situações ruins que observa em sua volta. Por outro lado seu irmão Eutanázio, de 40 anos, é um sujeito destituído de sonhos e objetivos, que não vê sentido em nada do que o mundo real lhe oferece. Para ele tudo no mundo real é absurdo, sem sentido e sem valor. Seu niilismo, aliado à sua relação problemática com a jovem Irene, que o despreza, fazem Eutanázio ser constantemente atormentado por angústias e perturbações extremas.    

## Ligação externa
- Universidade Federal do Rio Grande do Sul - Instituto de Letras - acessado em 18 de agosto de 2014